# Syntormon detritum
Syntormon detritum är en tvåvingeart som beskrevs av Becker 1922. Syntormon detritum ingår i släktet Syntormon och familjen styltflugor.
Artens utbredningsområde är Taiwan. Inga underarter finns listade i Catalogue of Life.